# Exemptmetoden
Exemptmetoden är ett tillvägagångssätt för skattemyndigheter och skattedomstolar i olika stater att förhindra att dubbelbeskattning sker.
Exemptmetoden (undantagsmetoden) medför att inkomst helt eller till viss del undantas från beskattning i en stat oftast därför att den beskattas i en annan stat.
Denna metod är föreslagen i artikel 23 A i OECD:s modellavtal som en av två metoder för att undvika dubbelbeskattning.
Den andra metoden som föreslås är creditmetoden.
Det finns flera varianter
1. full exempt (hel befrielse) eller
2. exempt med progressionsuppräkning

Full exempt innebär att den skattskyldige medges avräkning för hela den skatt han betalt i en annan stat. Detta betyder med andra ord att inkomsten är skattefri.
Ett internationellt exempel är att skattefrihet råder i Norge för alla bolag för den aktieutdelning de erhållit. Beslutet är motiverat av att kedjebeskattning annars skulle uppkomma.
Exempt med progressionsuppräkning tillämpas endast där progressiv skatt kan tillämpas och där sådan medgivits i ett dubbelbeskattningsavtal som till exempel i 3 § lagen (1991:673) om dubbelbeskattningsavtal mellan Sverige och Frankrike.
Förfarandet ska användas endast om detta leder till högre skatt.